# Anthony Roncaglia
Anthony Roncaglia, né le 30 août 2000 à Bastia (France), est un footballeur français jouant au poste de milieu défensif au SC Bastia.

## Biographie

### En club
Originaire de Bastia en Corse, Anthony Roncaglia commence le football au SC Bastia, qui évolue alors en National 3 à la suite de sa rétrogradation administrative. Il dispute deux rencontres lors de la première saison du club corse à ce niveau, puis une seule lors de la suivante.        
Il rejoint ensuite le club rival de l'AC Ajaccio, avec qui il dispute quelques rencontres avec l'équipe réserve, avant de retourner jouer pour le SC Bastia avec qui il avait été promu en National 2 quelques mois auparavant. Le club obtient sa montée en National en fin de saison, mais Roncaglia n'apparaît pas en équipe première.       
Le 3 septembre 2020, il connaît sa première titularisation en National avec son club formateur face à l'US Boulogne à Furiani. Avec trois matchs disputés au cours de la saison, il remporte le titre de champion de France de National avec Bastia et découvre la Ligue 2 en juillet 2021 en entrant en jeu face au Nîmes Olympique.    
En mars 2022, Roncaglia inscrit son premier but en professionnel face à son ancien club de l'AC Ajaccio.

## Statistiques
| Saison                | Club                  | Championnat           | Championnat | Championnat | Championnat | Coupe(s) nationale(s) | Coupe(s) nationale(s) | Coupe(s) nationale(s) | Total | Total | Total |
| Saison                | Club                  | Division              | M.          | B.          | P.d.        | M.                    | B.                    | P.d.                  | M.    | B.    | P.d.  |
| 2017-2018             | SC Bastia             | National 3            | 2           | 0           | 0           | -                     | -                     | -                     | 2     | 0     | 0     |
| 2018-2019             | SC Bastia             | National 3            | 1           | 0           | 0           | -                     | -                     | -                     | 1     | 0     | 0     |
| Sous-total            | Sous-total            | Sous-total            | 3           | 0           | 0           | -                     | -                     | -                     | 3     | 0     | 0     |
| 2019-2020             | AC Ajaccio rés.       | National 3            | 6           | 1           | 0           | -                     | -                     | -                     | 6     | 1     | 0     |
| 2019-2020             | SC Bastia             | National 2            | -           | -           | -           | -                     | -                     | -                     | 0     | 0     | 0     |
| 2020-2021             | SC Bastia             | National              | 3           | 0           | 0           | 1                     | 0                     | 0                     | 4     | 0     | 0     |
| 2021-2022             | SC Bastia             | Ligue 2               | 17          | 1           | 1           | 3                     | 0                     | 0                     | 20    | 1     | 1     |
| 2022-2023             | SC Bastia             | Ligue 2               | 15          | 0           | 0           | 2                     | 0                     | 0                     | 17    | 0     | 0     |
| 2023-2024             | SC Bastia             | Ligue 2               | 31          | 0           | 0           | -                     | -                     | -                     | 31    | 0     | 0     |
| 2024-2025             | SC Bastia             | Ligue 2               | 24          | 0           | 0           | 3                     | 0                     | 0                     | 27    | 0     | 0     |
| 2025-2026             | SC Bastia             | Ligue 2               | 1           | 0           | 0           | -                     | -                     | -                     | 1     | 0     | 0     |
| Sous-total            | Sous-total            | Sous-total            | 91          | 2           | 1           | 9                     | 0                     | 0                     | 100   | 2     | 1     |
| Total sur la carrière | Total sur la carrière | Total sur la carrière | 100         | 2           | 1           | 9                     | 0                     | 0                     | 109   | 2     | 1     |

## Palmarès

### En club
- SC Bastia
  - Champion de France de National 3 en 2019
  - Champion de France de National en 2021